# Tribuno Memmo
Tribuno Memmo est le 25e doge de Venise, élu en 979.

## Biographie
Tribuno Memmo est analphabète ; dans les documents qui sont conservés, au lieu de sa signature figure son signum manus (monogramme). C'est un homme riche grâce à son épouse, Marina, fille du 22e doge Pietro IV Candiano et de Valdrade de Toscane, avec qui il a un fils, Maurizio.

### Dogat
Il semble qu'il ne se soit installé au palais ducal que vers la fin de son règne, celui-ci étant encore en restauration après l'incendie lié à la destitution du doge Pietro IV Candiano. Pendant son règne, la basilique de Saint-Marc devient par décret une propriété ducale, une sorte de chapelle privée dans laquelle les fonctions ecclésiastiques sont délégués à un Primicerio de la Basilique Saint-Marco (it) (du latin primicerius, cette fonction équivaut à un chanoine).
Tout au début, l’Empereur Otton II renouvelle, le 7 juin 983, les privilèges commerciaux signés déjà par de nombreux doges. Par la suite, les tensions entre les factions qui soutiennent l'empire d'Occident, emmenées par la famille Coloprini, et celles plus proches de l'Empire byzantin soutenues par les Morosini, conduisent à l'assassinat de Domenico Morosini. Par crainte des représailles, la famille Coloprini s'enfuit de Venise et se réfugie à Vérone, auprès de l'empereur d'Occident qui met à l'index les commerces de Venise. La ville de Cavarzere se rebelle contre Venise et l'évêque de Belluno envahit quelques possessions de la Sérénissime. Entre-temps, à Venise, les maisons des exilés sont brûlées et leurs familles prises en otage. À la mort d'Otton II, à Rome le 7 décembre 983, les Coloprini obtiennent le pardon et retourne à Venise, mais trois d'entre eux sont assassinés. Le chef de famille, Stefano, s'était par contre réfugié auprès du duc de Toscane.
Pour essayer de renouer les relations entre l'empire d'Orient et contrebalancer le pouvoir de l'empereur d'Occident, Tribuno Memmio envoie son fils Maurizio à Constantinople, mais n'obtient rien. En 991, il est obligé d'abdiquer et de se retirer dans le couvent de San Zaccaria ou dans celui de San Giorgio Maggiore, tous les deux à Venise. Il semble qu'il soit mort la même année.